# Din Tai Fung
Din Tai Fung (phồn thể: 鼎泰豐, giản thể: 鼎泰丰, Hán – Việt: Đỉnh Thái Phong) là một chuỗi nhà hàng khởi đầu từ Đài Bắc, Đài Loan sau đó được mở rộng ra nhiều nước khác như Úc, Trung Quốc, Hồng Kông, Indonesia, Nhật Bản, Malaysia, Singapore, Hàn Quốc, Thái Lan và Hoa Kỳ. Nhà hàng Din Tai Fung được biết tới nhiều nhất với món tiểu long bao (phồn thể: 小籠包, giản thể: 小笼包, Hán – Việt: Tiểu long bao - bánh bao đựng trong lồng tre nhỏ).

## Lịch sử
Cha đẻ của chuỗi nhà hàng Din Tai Fung là Dương Bỉnh Di (chữ Hán: 楊秉彝, Yang Bingyi) vốn là người gốc Sơn Tây (Trung Quốc) nhưng sau đó di cư sang Đài Loan năm 1948 do cuộc Nội chiến Trung Quốc. Sau khi làm việc 10 năm tại hãng dầu ăn Hằng Thái Phong (chữ Hán: 恆泰豐, Heng Tai Fung), ông Dương phải nghỉ việc vì hãng dầu ăn đóng cửa. Tới năm 1958 ông và vợ mở hãng dầu ăn Din Tai Fung, tuy nhiên tới khoảng năm 1980 thì công việc kinh doanh của hai người suy giảm nghiêm trọng vì lúc này dầu ăn đóng hộp đã chiếm ưu thế trên thị trường. Để công ty tiếp tục tồn tại, Dương Bỉnh Di và vợ quyết định làm thêm món tiểu long bao để bán phụ thêm việc kinh doanh. Món bánh bao này đã nhanh chóng trở nên nổi tiếng tới mức hai người quyết định ngừng hoàn toàn việc bán dầu ăn để chuyển sang kinh doanh nhà hàng với nhà hàng đầu tiên được mở tại đường Tín Nghĩa, thành phố Đài Bắc.
Bên cạnh tiểu long bao, nhà hàng Din Tai Fung còn nổi tiếng với các món ăn khác như canh gà, tiểu cật. Năm 1993, nhà hàng Din Tai Fung đã được tờ New York Times bình chọn là một trong 10 nhà hàng hàng đầu thế giới.. Thàng 11 năm 2009, nhà hàng Din Tai Fung đầu tiên ở Hồng Kông tại khu Tiêm Sa Tứ (Tsim Sha Tsui) - chi nhánh Tân Cảng Điếm (新港店) đã được sách hướng dẫn du lịch Michelin Guide phiên bản Hồng Kông-Ma Cao trao danh hiệu một Sao Michelin. Tháng 12 năm 2010, chi nhánh thứ hai của nhà hàng tại Hồng Kông ở Đồng La Loan (Causeway Bay) - chi nhánh Di Hòa Điếm cũng được trao danh hiệu một Sao Michelin.

## Hình ảnh

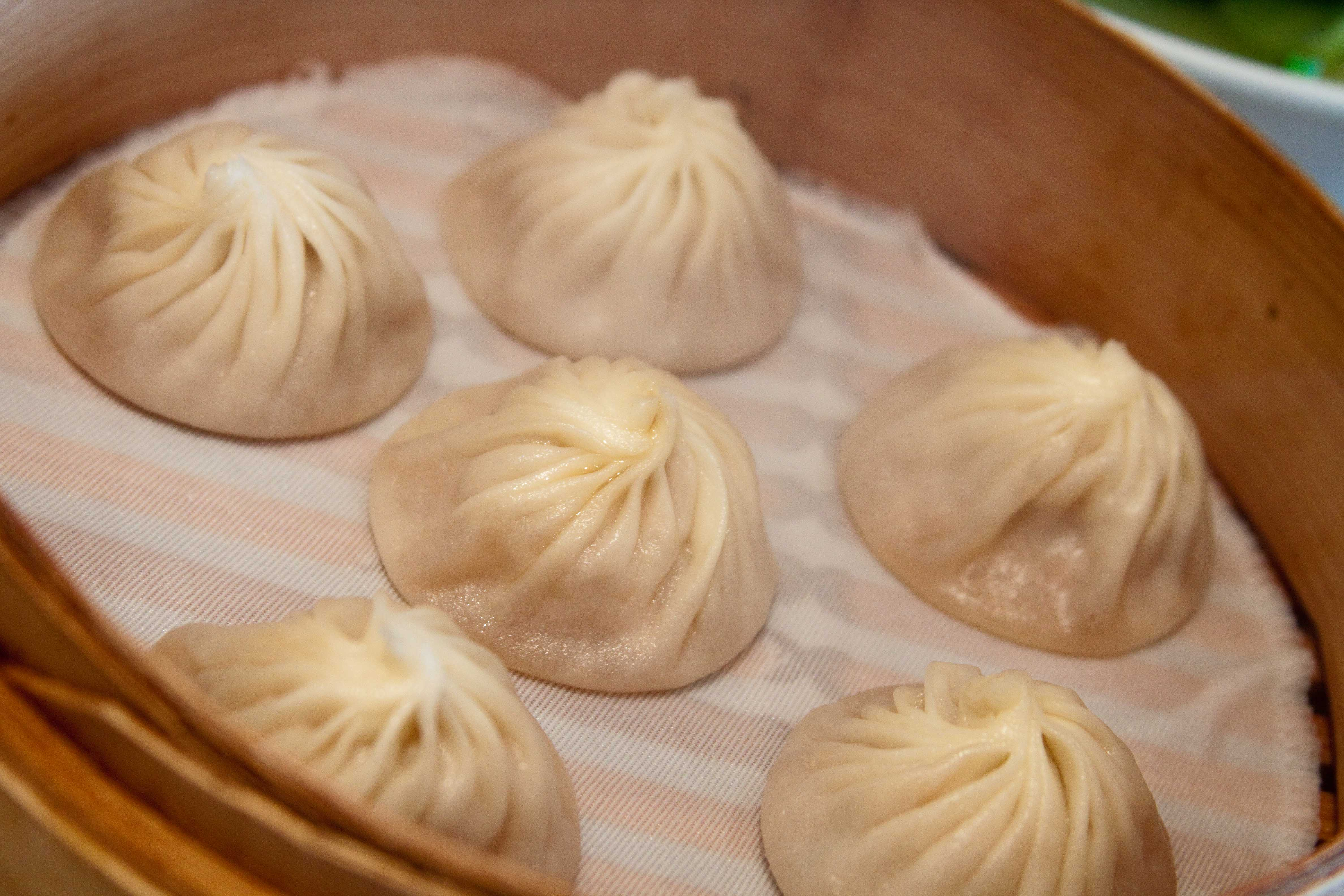
Tiểu long bao tại nhà hàng Din Tai Fung ở Tiêm Sa Tứ, Hồng Kông
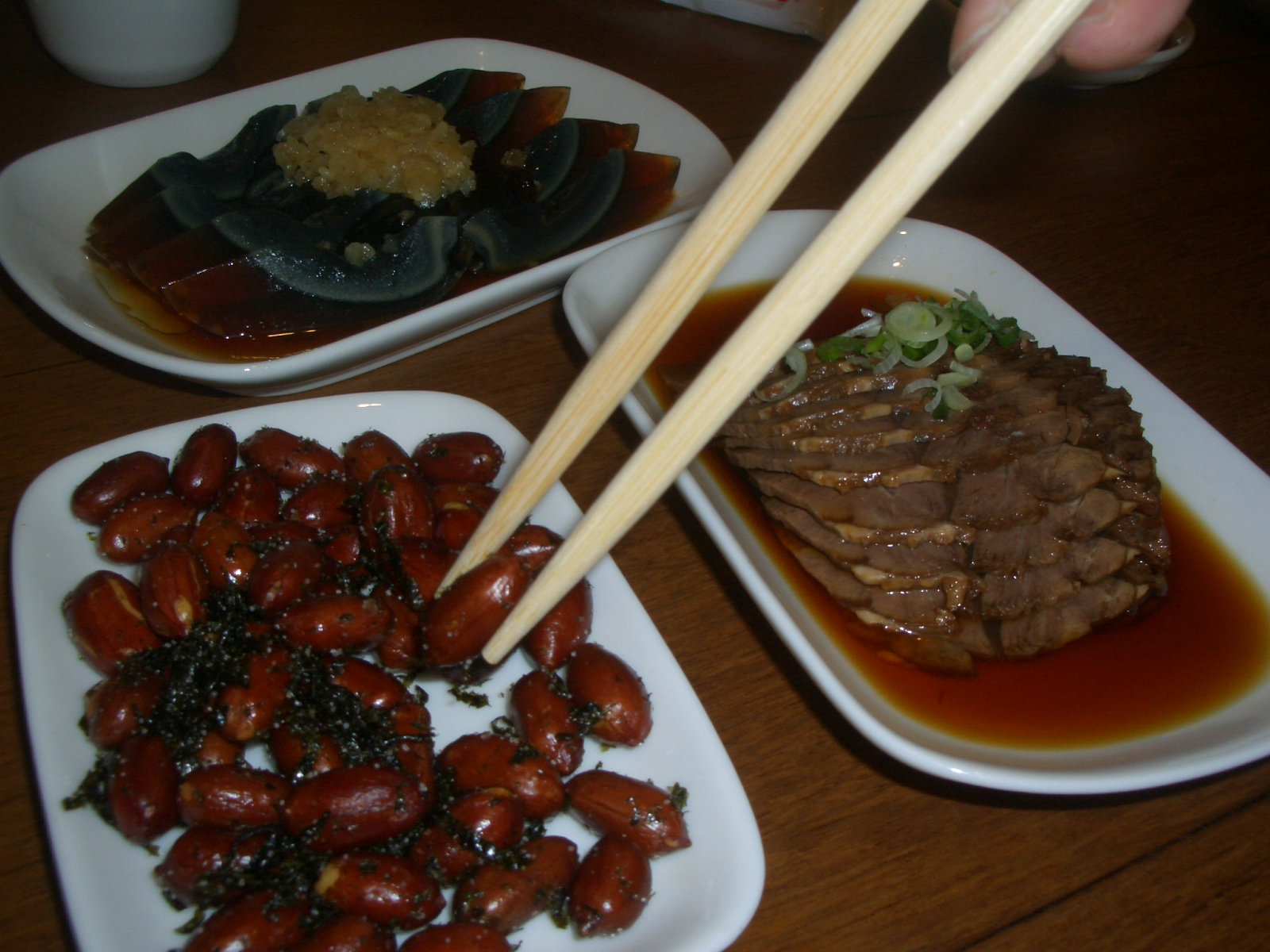
Một số món khai vị
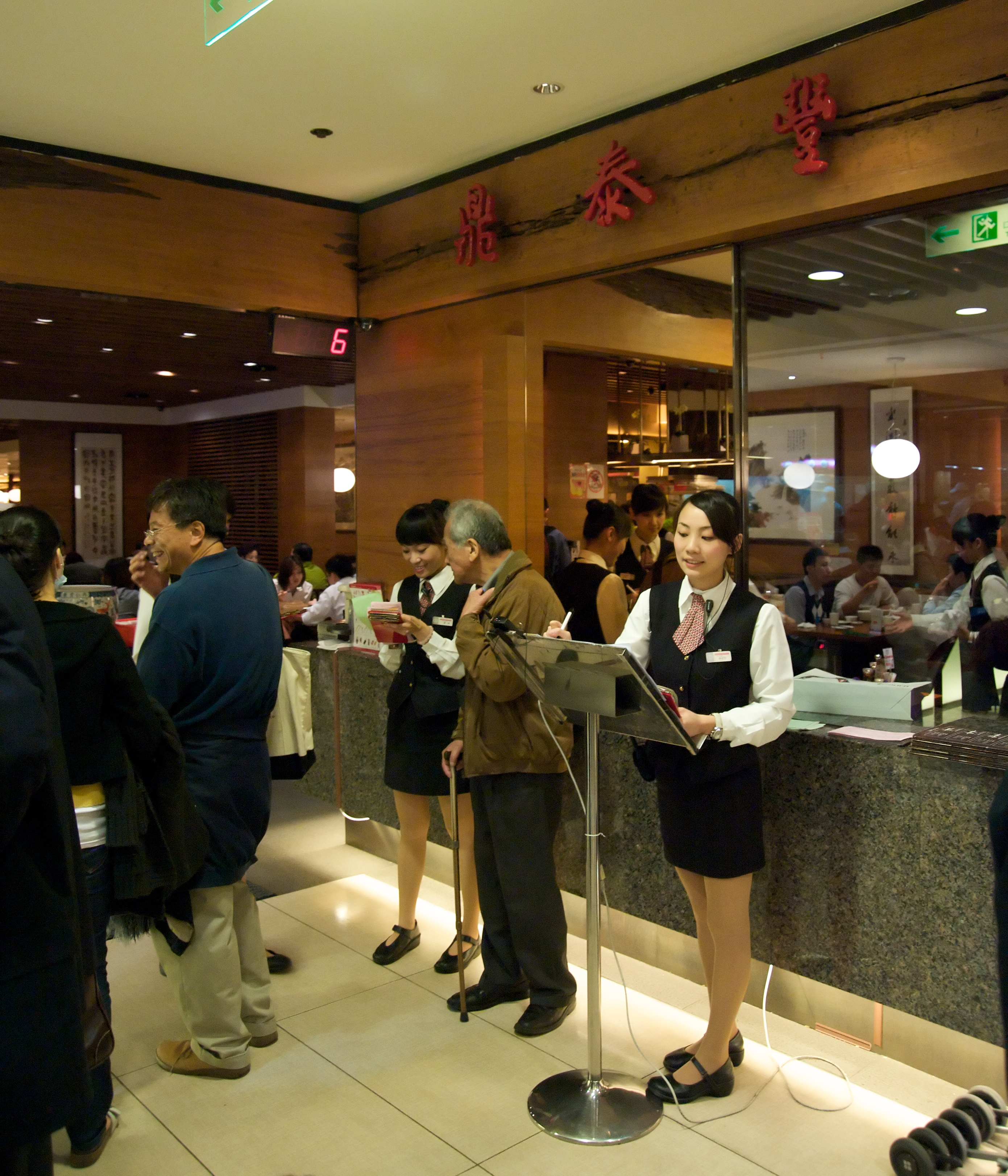
Nhà hàng Din Tai Fung ở đường Trung Hiếu, Đài Bắc
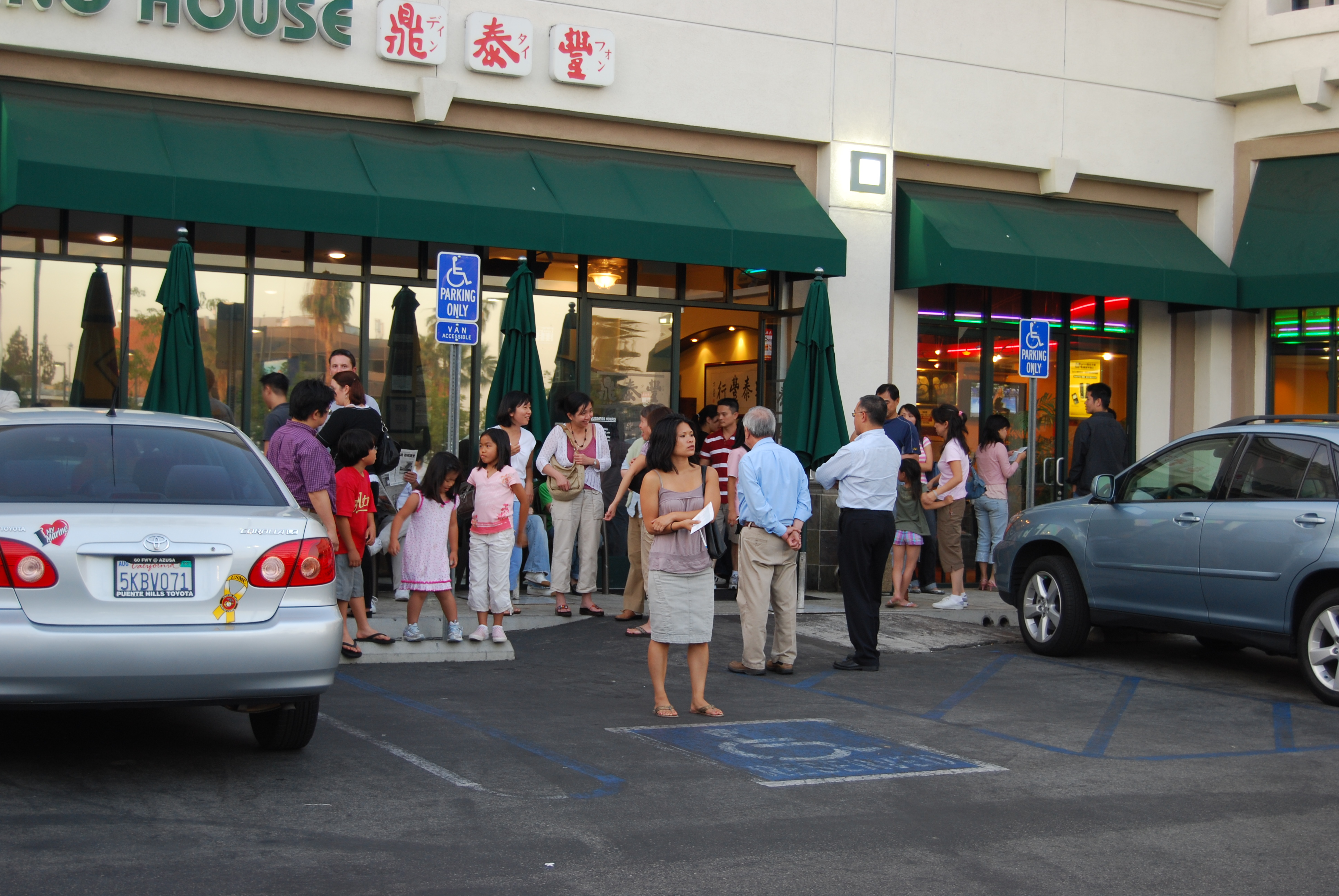
Nhà hàng Din Tai Fung ở Arcadia, California